# Antonio de Lacy
Antonio María de Lacy Fortuny (Palma de Mallorca, 13 de febrero de 1957) es un cirujano español. Es director del Instituto Quirúrgico Lacy en Quirónsalud y jefe del Servicio de Cirugía Gastrointestinal y jefe del Departamento de Cirugía Mínimamente Invasiva en el Hospital Clínico y Provincial de Barcelona (España). Fue presidente de la Asociación Europea de Cirugía Endoscópica (EAES) de 2007 a 2009.

## Biografía
Lacy está considerado como un pionero de la cirugía mínimamente invasiva robotizada ya que ha sido el primer cirujano en el mundo en aplicar diversas técnicas de cirugía digestiva como resolver la enfermedad por reflujo gastroesofágico mediante una operación por la boca sin incisiones, primera laparoscopia en 3D del mundo y primera extracción en España de la vesícula biliar por la boca. También es el creador en 2011 de la técnica TaTME, una técnica quirúrgica que extirpa el cáncer de colon a través del ano y que está considerada como una referencia mundial para el tratamiento del cáncer colorrectal.
Antonio de Lacy es el fundador de la plataforma de formación online para cirujanos AIS Channel, líder a nivel mundial. AIS ha facilitado al Hospital Clínico en 2018 la aplicación VR Patients, la primera desarrollada en España que utiliza la realidad virtual para disminuir la ansiedad preoperatoria de los pacientes.
En febrero de 2019 Lacy realiza la primera operación teleasistida a distancia gracias a la tecnología 5G en el marco del Mobile World Congress de Barcelona.